# Legendary Years
Legendary Years è un album raccolta del gruppo symphonic power metal italiano Rhapsody of Fire, pubblicato nel 2017.

## Tracce
Testi di Luca Turilli, musiche di Turilli e Alex Staropoli.
1. Dawn of Victory – 4:44
2. Knightrider of Doom – 3:58
3. Flames of Revenge – 5:32
4. Beyond the Gates of Infinity – 7:21
5. Land of Immortals – 4:53
6. Emerald Sword – 4:23
7. Legendary Tales – 7:49
8. Dargor, Shadowlord of the Black Mountain – 4:47
9. When Demons Awake – 6:46
10. Wings of Destiny – 4:17
11. Riding the Winds of Eternity – 4:12
12. The Dark Tower of Abyss – 6:51
13. Holy Thunderforce – 4:20
14. Rain of a Thousand Flames – 3:43

## Formazione
- Giacomo Voli – voce
- Roby De Micheli – chitarra
- Alessandro Sala – basso
- Alex Staropoli – tastiera
- Manu Lotter – batteria